# Luis Mariano Vidal
Luis Mariano Vidal Carreras (en catalán: Lluís Marià Vidal i Carreras) (Barcelona, 1842-Barcelona, 1922) fue un ingeniero de minas y geólogo español, presidente del Centro Excursionista de Cataluña.

## Biografía
Trabajó en las minas de Linares (Jaén) y Almadén (Ciudad Real) y en 1881 fue ingeniero jefe del distrito de minas de Gerona. En 1883 dirigió la sección de minas de la Sociedad del Ferrocarril y Minas de San Juan de las Abadesas. 
Fue autor de estudios geológicos como Geología de la provincia de Lérida (1875), Reseña física y geológica de las islas de Ibiza y Formentera (1880) y Cuenca carbonífera de la Seo de Urgel (1883) —en colaboración con Ernest Moliné y Brass—, además de un gran número de opúsculos sobre excursiones para el Centro Excursionista de Cataluña, del que fue miembro destacado y presidente (1896-1900). De 1908 hasta 1910 fue director del Instituto Geológico y Minero de España.
En Capmany hay un menhir que lleva su nombre por ser el primero que lo descubrió. También fue presidente del Ateneo Barcelonés.